# Заболотное (Закарпатская область)
Заболотное (укр. Заболотне) — село в Белковской сельской общине Хустского района Закарпатской области Украины.
Почтовый индекс — 90143. Телефонный код — 3144. Код КОАТУУ — 2121982002.

## Население
Население по переписи 2001 года составляло 797 человек.

### Языковой состав
Родной язык населения по данным переписи 2001 года:
| Язык       | Численность, чел. | Доля     |
| ---------- | ----------------- | -------- |
| Украинский | 794               | 99,62 %  |
| Другое     | 3                 | 0,38 %   |
| Итого      | 797               | 100,00 % |

## История
В 1946 году указом ПВС УССР село Шардик переименовано в Заболотное.